# Sonya Agbéssi
Sonya Agbéssi (ur. 21 sierpnia 1972) – benińska lekkoatletka, która specjalizowała się w trójskoku oraz skoku w dal.
W 1992 startowała w konkursie skoku w dal podczas igrzysk olimpijskich w Barcelonie – z wynikiem 5,64 nie awansowała do finału. W tym samym roku uczestniczyła w zawodach pucharu świata w kubańskiej Hawanie. Uczestniczka mistrzostw świata w 1995 (bez sukcesów). Dwukrotna brązowa medalistka mistrzostw Afryki.

## Rekordy życiowe
- trójskok – 12,68 (19 czerwca 1994, Villeneuve-d’Ascq) rekord Beninu[3]
- skok w dal – 5,88 (7 maja 1989, Arras) były rekord Beninu[4][5]